# قره بوللی
قره بوللی (به عربی: القره بوللی) یک منطقهٔ مسکونی در لیبی است که در استان طرابلس واقع شده‌است. قره بوللی ۳۴٬۵۸۴ نفر جمعیت دارد و ۳۳ متر بالاتر از سطح دریا واقع شده‌است.